# Babia Góra

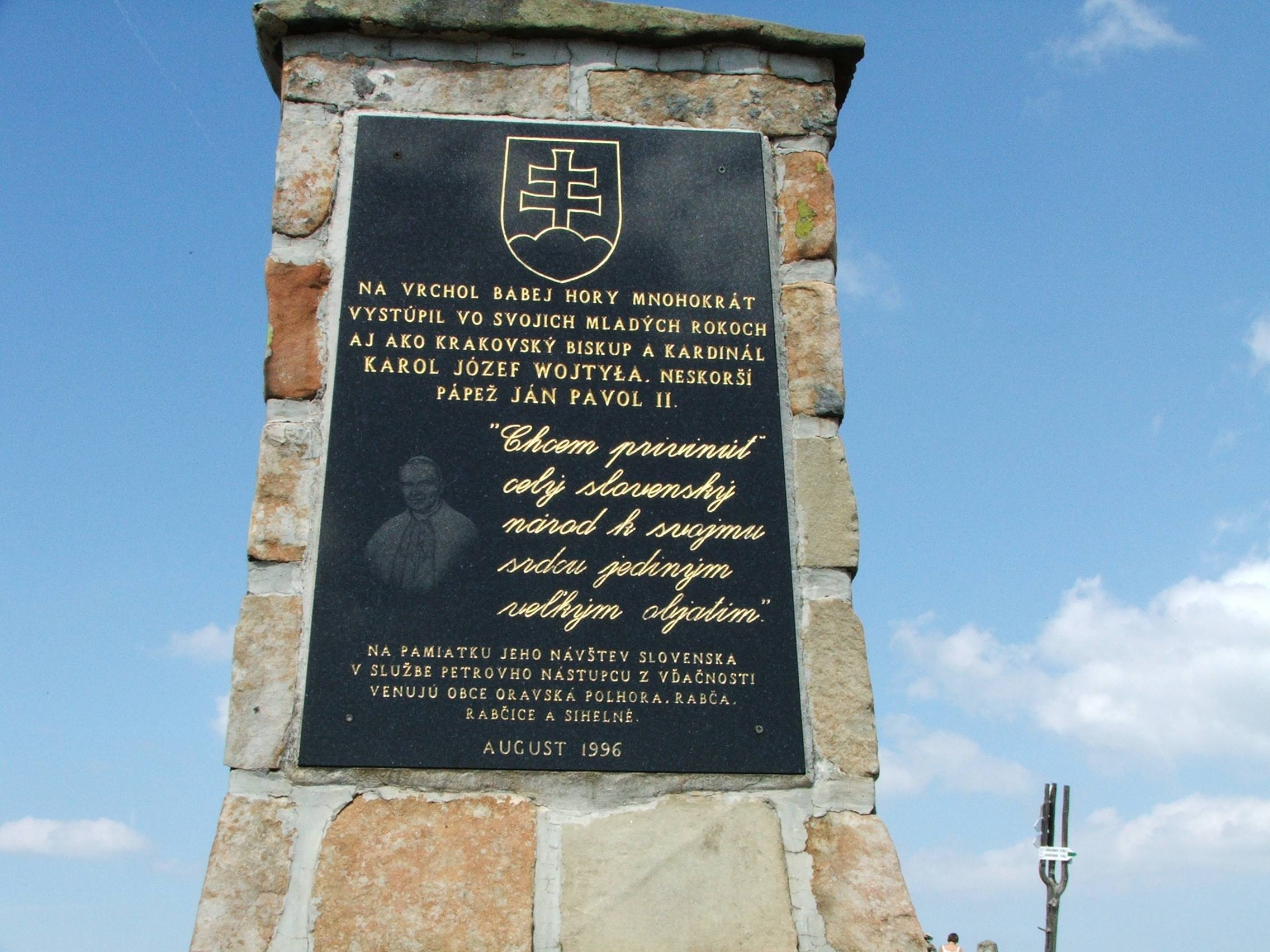
Đài tưởng niệm Babia hora của John Paul II

Babia Góra [ˈbabʲa ˈɡura] (in Polish), hay Babia hora (trong tiếng Slovak),nghĩa đen là "Vợ cũ" hay "Núi phù thủy", là một khối núi tọa lạc giữa biên giới Ba Lan và Slovakia ở phía Tây dãy núi Beskid. Tên này cũng được áp dụng cho đỉnh của khối núi, Diablak ("Đỉnh của quỷ"), cũng là đỉnh cao nhất của dãy núi Karpat, tại độ cao 1.725 mét (5.659 ft) so với mực nước biển.

## Lịch sử
Babia Góra được nhắc đến lần đầu tiên trong biên niên sử thế kỷ 15 của Jan Długosz. Nó lần đầu tiên được vẽ trên bản đồ vào năm 1558. Cho đến cuối thế kỷ 17, hầu hết các thông tin có sẵn trên núi đều xuất phát từ văn hóa dân gian. Theo những câu chuyện dân gian, ngọn núi là nơi sinh sống của những phù thủy.Người đầu tiên trèo lên đỉnh là vào năm 1782 bởi nhà thiên văn học triều đình của vua Stanisław August Poniatowski, Jowin Fryderyk Bończa Bystrzycki. Thời kỳ điều tra khoa học bắt đầu vào nửa sau của thế kỷ 19.

## Thiên nhiên

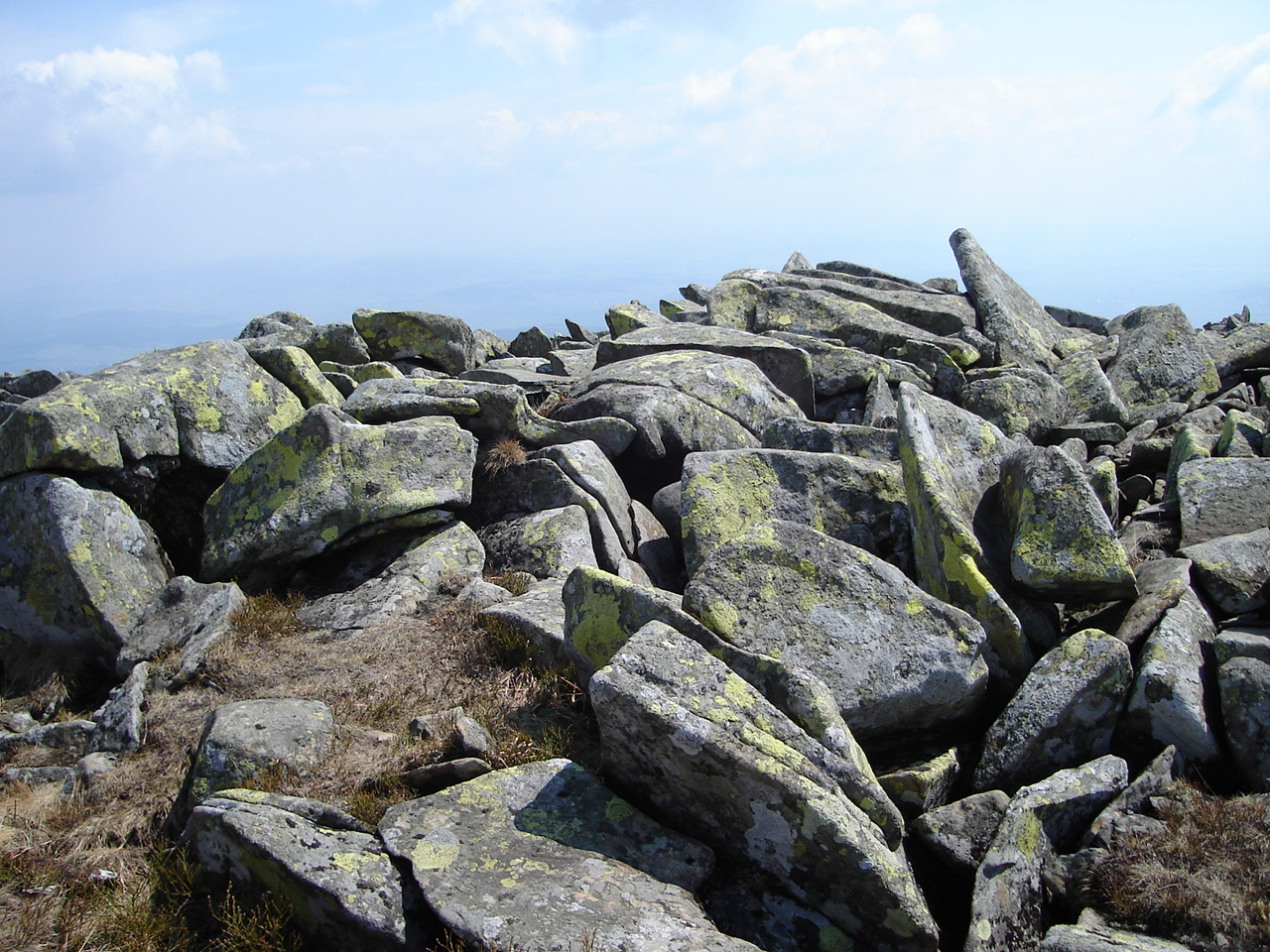
Tấm đá phủ địa y trên đỉnh

Thoải từ phía nam, dốc từ phía bắc, Babia Góra là nhà của gấu, linh miêu, sói và các loài khác; cũng như loài thực vật núi cao đặc hữu ở độ cao này. Những nỗ lực đầu tiên để bảo vệ khu vực được thực hiện vào những năm 1930. Năm 1933, Khu bảo tồn thiên nhiên Babia Góra được thành lập ở phía Ba Lan. Sau đó, vào năm 1954, Công viên Quốc gia Babia Góra (Babiogórski Park Narodowy) được thành lập với diện tích 17,04 km². Năm 1976, nó trở thành một trong những Khu dự trữ sinh quyển đầu tiên trên thế giới. Trong một thời gian dài Vườn quốc gia Babia Góra là vườn quốc gia nhỏ nhất trong các công viên quốc gia Ba Lan. Năm 1997 nó được mở rộng lên 33,92 km² và vùng đệm được tạo ra là 84,37 km². Trong công viên, một khu vực 10,62 km² được bảo vệ nghiêm ngặt. Có những lời kêu gọi tăng cường hợp tác xuyên biên giới với Slovakia để bảo vệ tốt hơn môi trường mỏng manh của ngọn núi.

## Khí hậu
Babia Góra đôi khi có biệt danh là Matka Niepogód (Mẹ của thời tiết xấu). Nằm cách xa bất kỳ ngọn núi nào khác có chiều cao tương tự sẽ tạo ra một rào cản tự nhiên, nó rất dễ bị thay đổi thời tiết. Tuyết có thể vẫn còn ở sườn phía bắc và trong các hẻm núi hẹp cho đến mùa hè. Vào tháng 5 năm 2016, một người leo núi đã bị sét đánh chết khi đang cố gắng xuống núi khi giông bão đang đến gần.

## Du lịch
Du lịch trong khu vực Babia Góra là một hiện tượng nổi lên gần đây. Những khách du lịch đầu tiên trong thế kỷ 19 chủ yếu là trí thức từ Cracow gần đó. Kể từ đó, ngôi làng Zawoja đã phát triển thành một khu nghỉ mát trên núi quan trọng. Tuy nhiên, các cơ sở trượt tuyết rất hạn chế do tình trạng được bảo vệ của khu vực.

Mặc dù nhìn chung tương đối dễ leo, Babia Góra có thể đến được bằng một con đường màu vàng khó khăn hơn gọi là Perć Akademików (Con đường học thuật). Nó được đánh dấu bởi các học giả từ các trường đại học để nghiên cứu hệ thực vật độc đáo của ngọn núi. Ngày nay, mặc dù việc (hoặc có lẽ vì) leo dốc, với các dây và bậc thang kim loại cố định vào các tảng đá dọc theo các phần của đường mòn, nó rất phổ biến với khách du lịch.

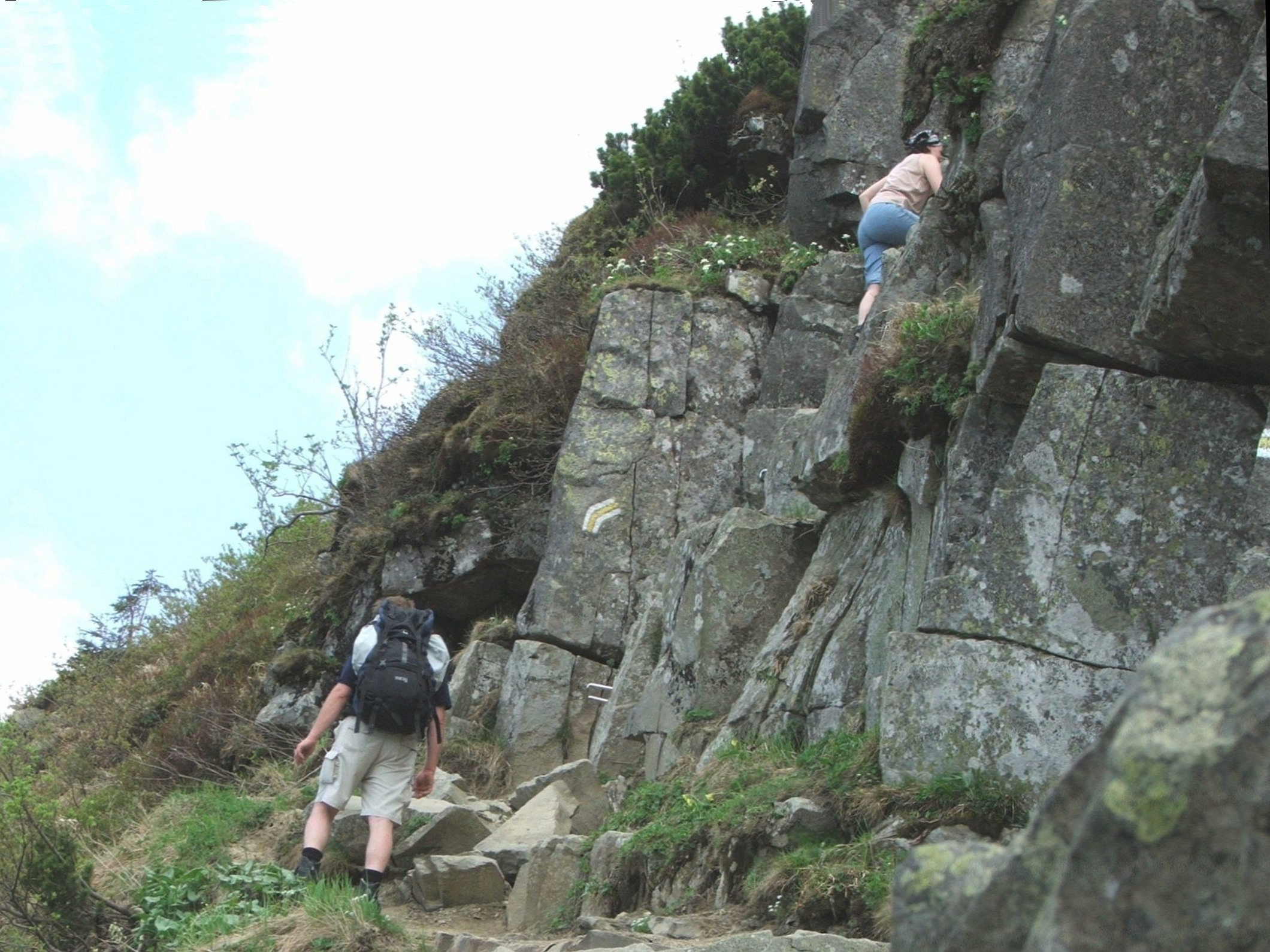
Con đường học thuật
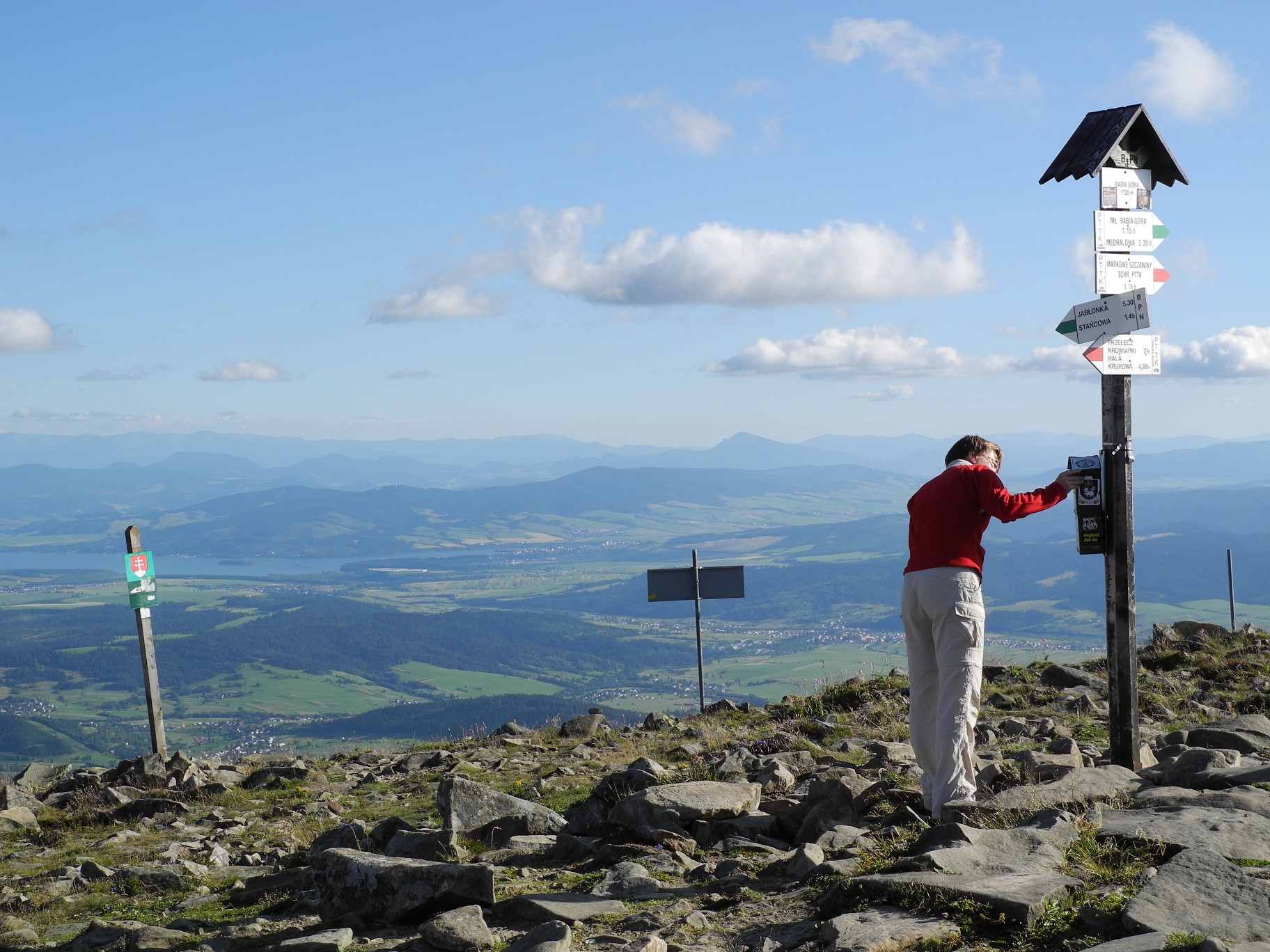
Babia Góra
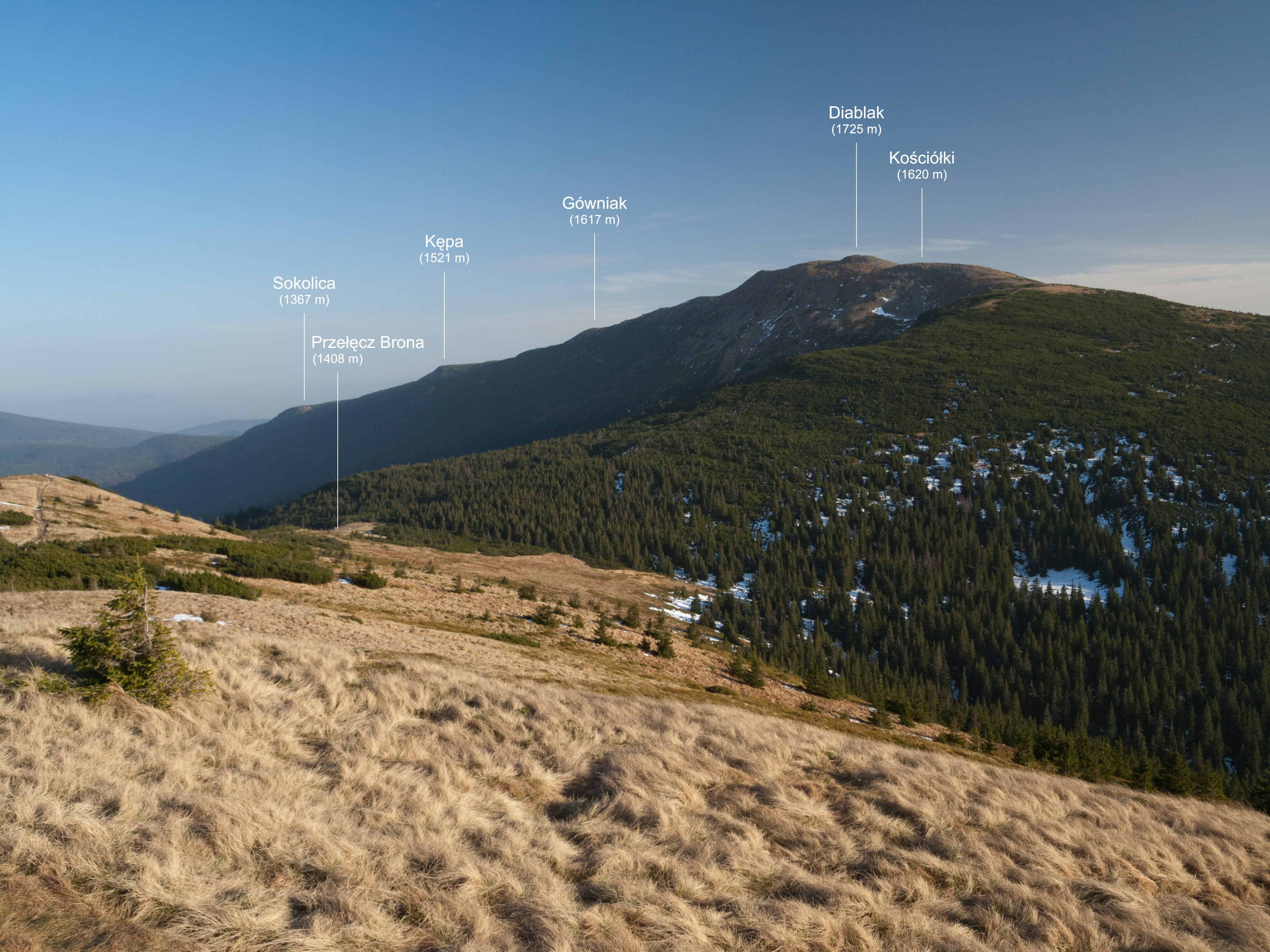
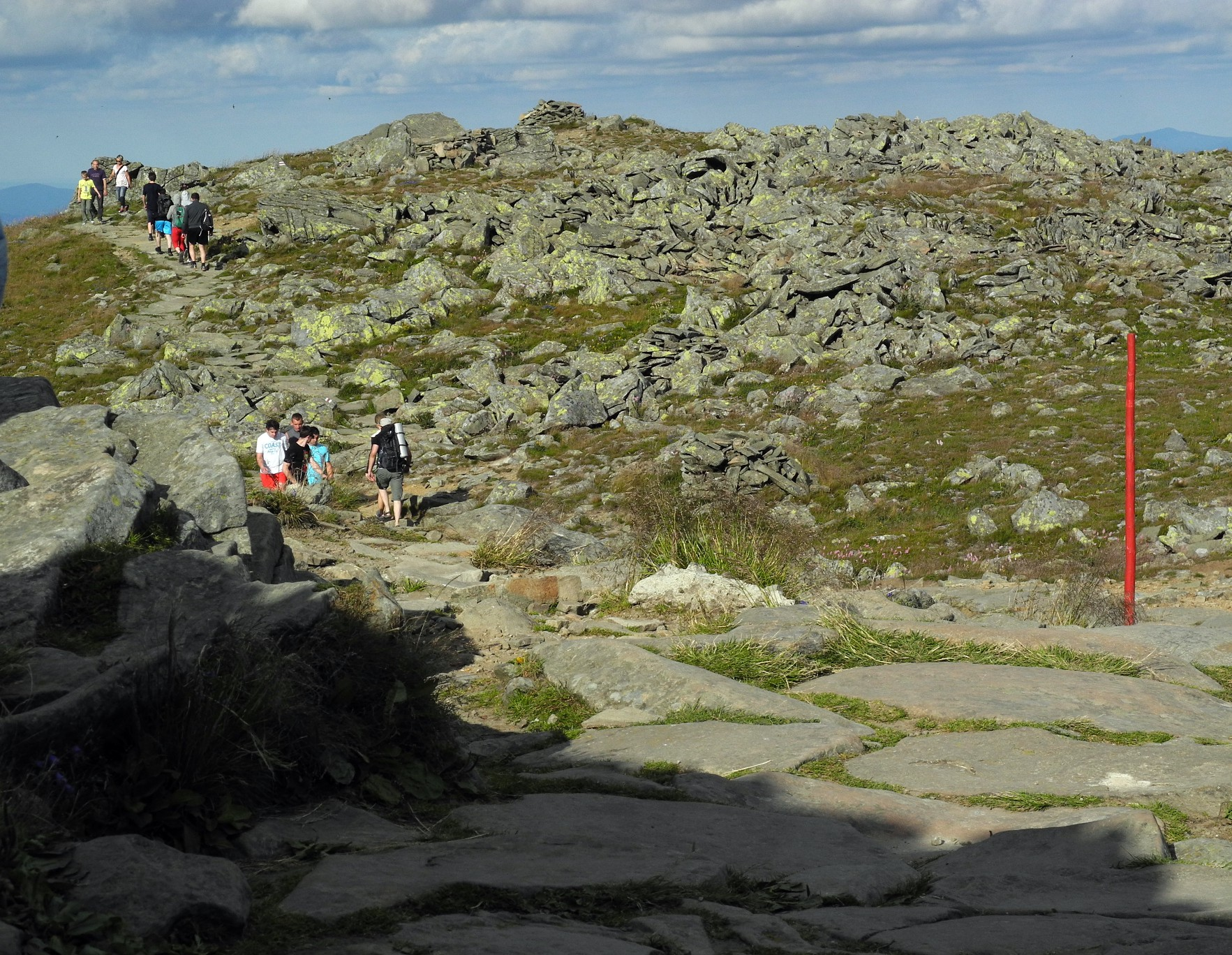
Babia Góra
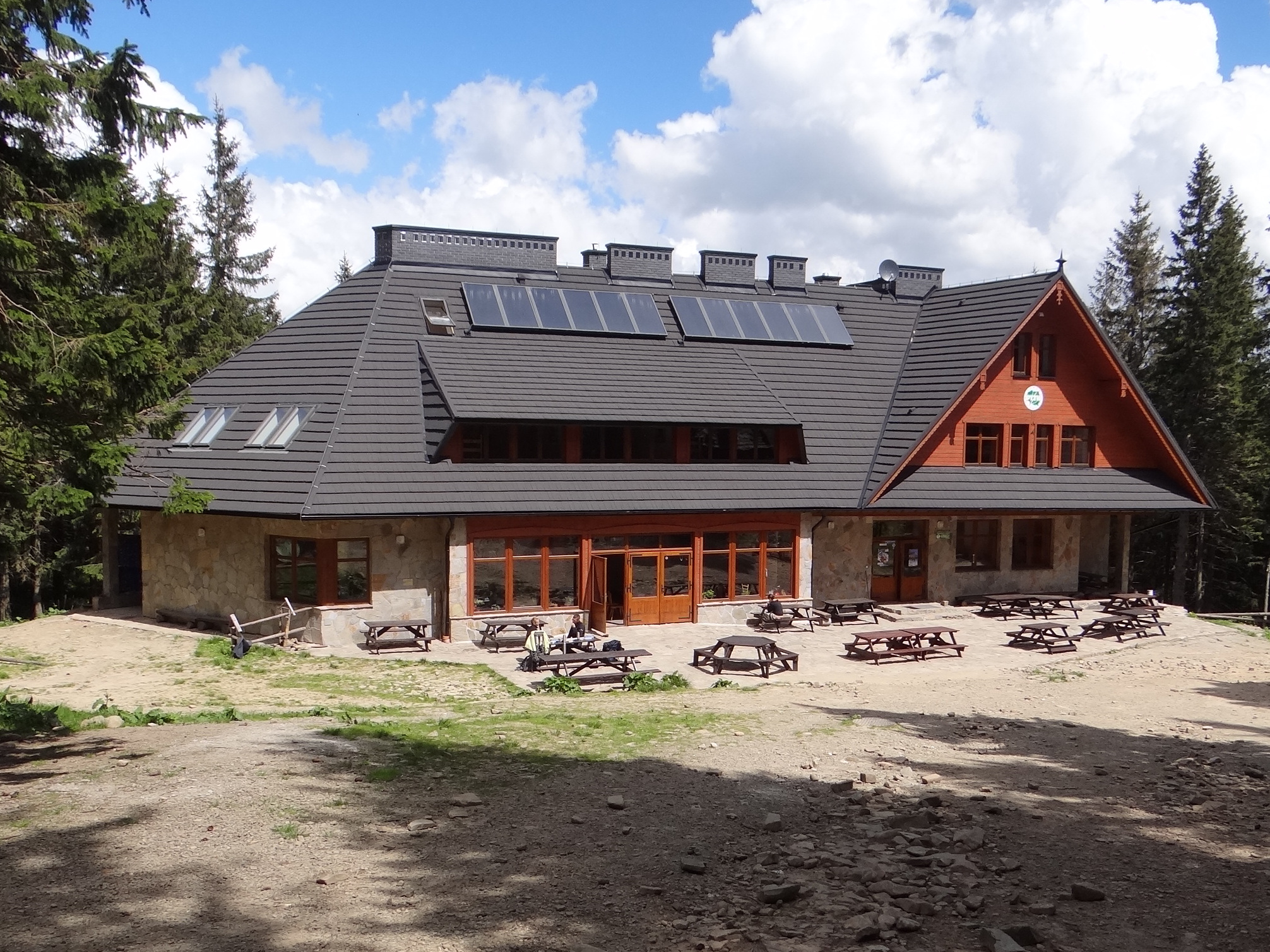
Túp lều trên núi
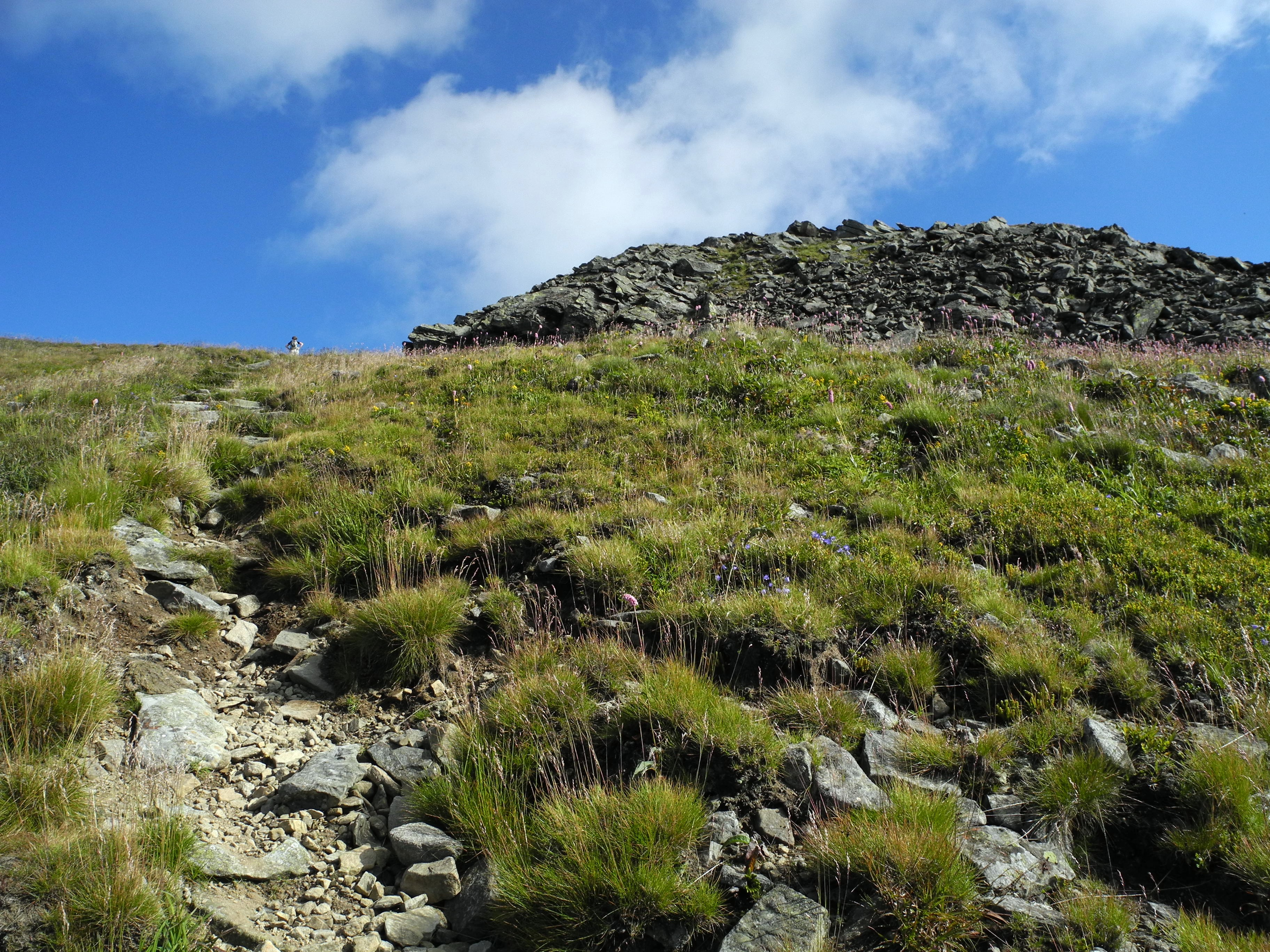
Babia Góra
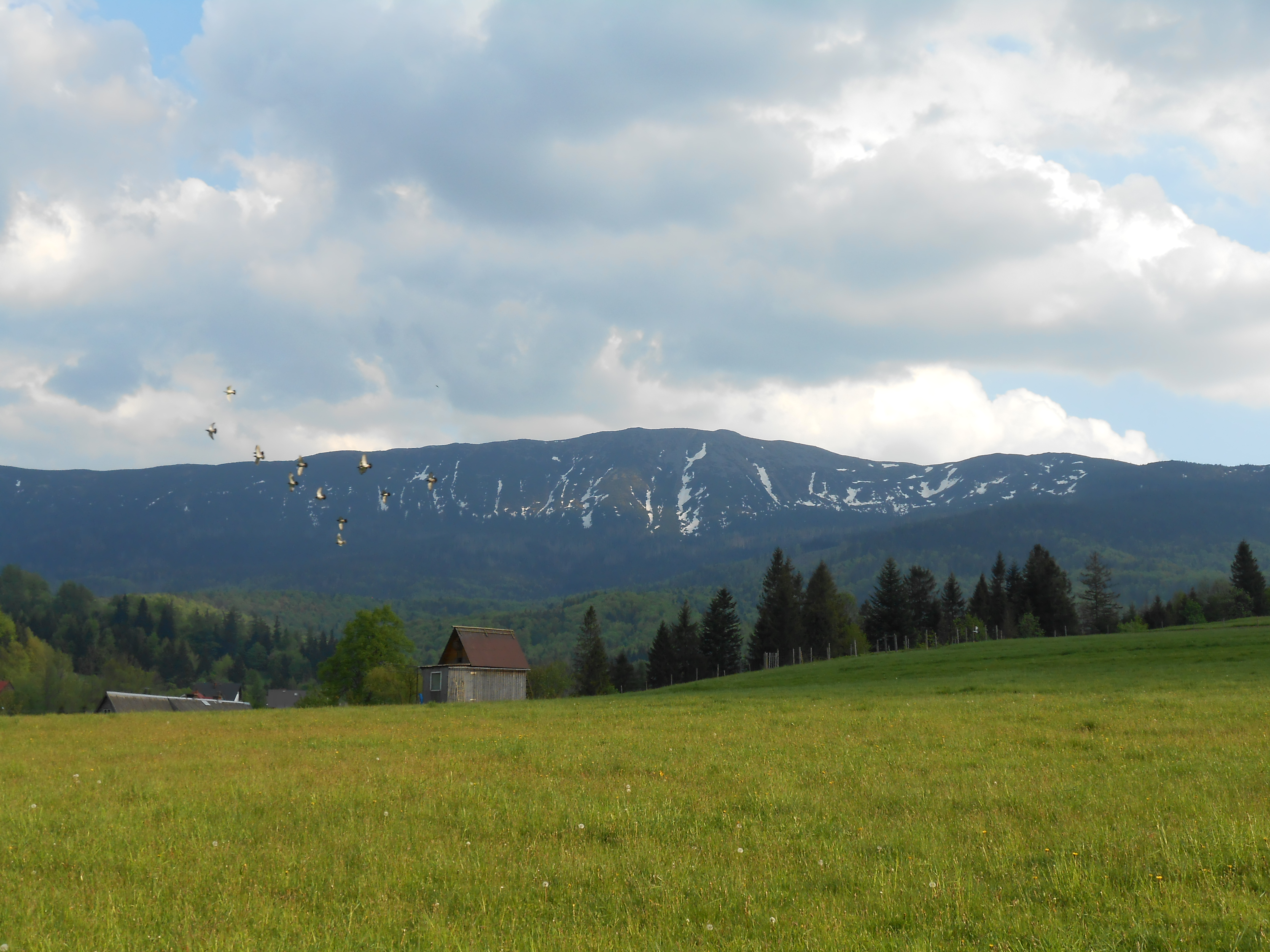
Babia Góra nhìn từ làng Składy